# ریو کاواموتو
ریو کاواموتو (ژاپنی: 川本 梨誉؛ زادهٔ ۱۱ ژوئن ۲۰۰۱) یک بازیکن فوتبال اهل ژاپن است.
از باشگاه‌هایی که در آن بازی کرده‌است می‌توان به باشگاه فوتبال شیمیزو اس-پالس و باشگاه فوتبال فاگیانو اوکایاما اشاره کرد.